# Кубок Азербайджана по футболу 2010/2011
Кубок Азербайджана по футболу 2010/11 был 19-м по счёту и проводился по системе с выбыванием, начиная с 1/16 финала.
Первая стадия турнира стартовала 26 октября 2010 года. Финальный матч прошёл 24 мая 2011 года.
Представительство 22-х участвовавших клубов по лигам:
- Первый дивизион — 10 клубов;
- Премьер-лига — 12 клубов.

## Регламент
На всех этапах Кубка Азербайджана победители пар определялись по результатам двух матчей (кроме 1/16, 1/8 и финала).
Если кубковый матч закончился в основное время вничью, то назначалось дополнительное время (2 дополнительных тайма по 15 минут каждый без перерыва).
Но если и в дополнительное время не выявлялся победитель, то он определялся в серии 11-метровых ударов.

## 1/16 финала
26-27 октября 2010 года
| № | Команда                  | итог                | Команда           |
| - | ------------------------ | ------------------- | ----------------- |
| 1 | Карван (Евлах)           | 1:1 д.в. (3:4 пен.) | МКТ-Араз (Имишли) |
| 2 | Бакылы (Баку)            | 0:1                 | Нефтчи ИСМ (Баку) |
| 3 | Аншад-Петрол (Нефтечала) | 0:2                 | Шуша (Баку)       |
| 4 | Шамкир                   | 2:3                 | Ряван (Баку)      |
| 5 | Шахдаг (Кусары)          | 0:3                 | Гянджа            |
| 6 | Абшерон (Баку)           | 4:0                 | ЦСКА (Баку)       |

## 1/8 финала
7-8 декабря 2010 года
| № | Команда           | итог                | Команда           |
| - | ----------------- | ------------------- | ----------------- |
| 1 | Карабах (Агдам)   | 0:0 д.в. (3:4 пен.) | Туран (Товуз)     |
| 2 | Гянджа            | 1:3                 | Нефтчи (Баку)     |
| 3 | Хазар-Ленкорань   | 3:1                 | МКТ-Араз (Имишли) |
| 4 | Габала            | 2:0                 | Нефтчи ИСМ (Баку) |
| 5 | Баку              | 1:1 д.в. (5:3 пен.) | Мугань (Сальяны)  |
| 6 | Симург (Закаталы) | 1:1 д.в. (1:4 пен.) | Абшерон (Баку)    |
| 7 | Шуша (Баку)       | 1:4                 | Интер (Баку)      |
| 8 | Ряван (Баку)      | 1:2                 | АЗАЛ (Шувелян)    |

## 1/4 финала
2-3, 8-9 марта 2011 года
| № | Команда        | итог | Команда         |
| - | -------------- | ---- | --------------- |
| 1 | АЗАЛ (Шувелян) | 2:1  | Туран (Товуз)   |
| 2 | Нефтчи (Баку)  | 4:5  | Хазар-Ленкорань |
| 3 | Баку           | 1:0  | Габала          |
| 4 | Абшерон (Баку) | 0:1  | Интер (Баку)    |

## 1/2 финала
27 апреля, 4 мая 2011 года
| № | Команда         | итог | Команда      |
| - | --------------- | ---- | ------------ |
| 1 | Хазар-Ленкорань | 2:2  | Баку         |
| 2 | АЗАЛ (Шувелян)  | 0:1  | Интер (Баку) |

## Финал
24 мая 2011 года
| № | Команда      | итог                | Команда         |
| - | ------------ | ------------------- | --------------- |
| 1 | Интер (Баку) | 1:1 д.в. (2:4 пен.) | Хазар-Ленкорань |

Финальный матч прошёл на Республиканском стадионе имени Тофика Бахрамова, на котором присутствовало 24000 зрителей.